# Дзержинск (Беларус)
Вижте пояснителната страница за други значения на Дзержинск.
Дзержинск (на беларуски: Дзяржы́нск; на руски: Дзержинск) е град в Беларус, Минска област, административен център на Дзержински район. Населението на града е 27 839 души (по приблизителна оценка от 1 януари 2018 г.).

## История
За пръв път селището е споменато през 1146 година. Преди монголо-татарското нашествие се нарича Крутогоре (Крутогорье), после – Койданов, става град и преименуван на Дзержинск през 1932 година.

## География
Градът е разположен на 30 км югозападно от столицата Минск.

## Побратимени градове
- Волоколамск, Русия

## Личности
- Анастасия Винникова (р. 1991) – певица